# 科苏特·拉约什
科苏特·拉约什（匈牙利語：Kossuth Lajos，匈牙利語發音：[ˈkoʃut ˈlɒjoʃ]；1802年9月19日—1894年3月20日），匈牙利革命家、政治家，匈牙利民族英雄，1848年革命领导人，担任革命中独立的匈牙利共和国元首。革命失败后，被迫流亡海外。